# ナガレミミズハゼ
ナガレミミズハゼ（ながれみみずはぜ　流蚯蚓鯊　Luciogobius fluvialis）は、静岡県安倍川水系にのみ確認されているミミズハゼの一種。

## 分布
静岡県安部川水系藁科川に生息する。浜崎ほか（2014）は和歌山県南部の有田川からナガレミミズハゼを報告した。ただし同報告では学名を「Luciogobius sp.」としており，実際の標本の画像や形態的特徴の記述もない。渋川浩一は、東海自然誌の『大井川下流域で確認されたナガレミミズハゼ』において、この標本の考察をしており、ナガレミミズハゼでないと結論付けている。また、大井川下流部で確認された個体に関してはナガレミミズハゼだと結論付けている。河川下流から中流域の、地下水や伏流水が湧く、瀬や淵の砂や砂礫の底でくらす。

## 形態
全長4-6cm。頭は小さく縦扁し、体は細長い。背鰭、腹鰭、臀鰭は退化していない。胸鰭には遊離軟条はない。肛門は臀鰭基部の直前に位置する。ユウスイミミズハゼに似るが、本種は第2背鰭軟条数と臀鰭数がふつう9本である一方、ユウスイミミズハゼは8本。本種は腹椎骨16-17である一方、ユウスイミミズハゼは15。本種は脊椎骨数は32-33である一方、ユウスイミミズハゼは30-31。黄色を帯びた透明感のある体をしている。

## 生態
4-5月頃に礫中に産卵する。詳しい生態は不明。

## 保全状況
河川工事による生息地の破壊、改変、濁水、転圧が本種の存続を脅かしている。本種の生息が確認される前に河川改修や護岸工事が行われ、貴重な生息場所が奪われていると推測されている。そのため、準絶滅危惧に指定されている。このような状況から、安部川と大井川では、河川管理者である国土交通省静岡河川事務所が、「安倍川・大井川希少魚類保全対策連絡会」を編成し、地域の研究者らと意見交換を行うとともに、河川工事においても、両種の生息地の一部の施工を回避し、工事排水の濁度や水素イオン濃度指数（ph）の上限となる基準値を設けて現場管理する等、施工による生息環境への負荷を低減するための様々な配慮を行っている。生息地での細粒土砂の堆積や、地下水の汲み上げに起因すると思われる湧水の減少が確認されており、いまだ生息環境の悪化が強く懸念される。静岡県レッドリストでは絶滅危惧IA類に指定されている。
準絶滅危惧（NT）（環境省レッドリスト）